# Send (Surrey)
Send est une paroisse civile et un village du Surrey, en Angleterre.